# An me thimase
An me thimase (grekiska: Αν Με Θυμάσαι) är en låt med den cypriotiska sångerskan Despina Olympiou. Låtens musik är komponerad av Andreas Giorgallis och låtens text är skriven av Zenon Zindilis.

## Eurovision
Den 14 februari 2013 avslöjades det att låten kommer att vara Cyperns bidrag till Eurovision Song Contest 2013.